# Nowawieś Ujska (gromada)
Nowawieś Ujska (od 1 stycznia 1959 Ujście) – dawna gromada, czyli najmniejsza jednostka podziału terytorialnego Polskiej Rzeczypospolitej Ludowej w latach 1954–1972.
Gromady, z gromadzkimi radami narodowymi (GRN) jako organami władzy najniższego stopnia na wsi, funkcjonowały od reformy reorganizującej administrację wiejską przeprowadzonej jesienią 1954 do momentu ich zniesienia z dniem 1 stycznia 1973, tym samym wypierając organizację gminną w latach 1954–1972.
Gromadę Nowawieś Ujska z siedzibą GRN w Nowejwsi Ujskiej (w obecnym brzmieniu Nowa Wieś Ujska) utworzono – jako jedną z 8759 gromad na obszarze Polski – w powiecie chodzieskim w woj. poznańskim, na mocy uchwały nr 17/54 WRN w Poznaniu z dnia 5 października 1954. W skład jednostki weszły obszary dotychczasowych gromad Chrustowo, Mirosław i Nowawieś Ujska ze zniesionej gminy Ujście oraz niektóre parcele z karty 1 obrębu Wilanowiec z miasta Ujście w tymże powiecie. Dla gromady ustalono 13 członków gromadzkiej rady narodowej.
Gromadę zniesiono 1 stycznia 1959 w związku z przeniesieniem siedziby GRN z Nowejwsi Ujskiej do Ujścia i zmianą nazwy jednostki na gromada Ujście.